# Airton Ortiz
Airton Ortiz (Rio Pardo, 27 de novembro de 1954) é um jornalista brasileiro.

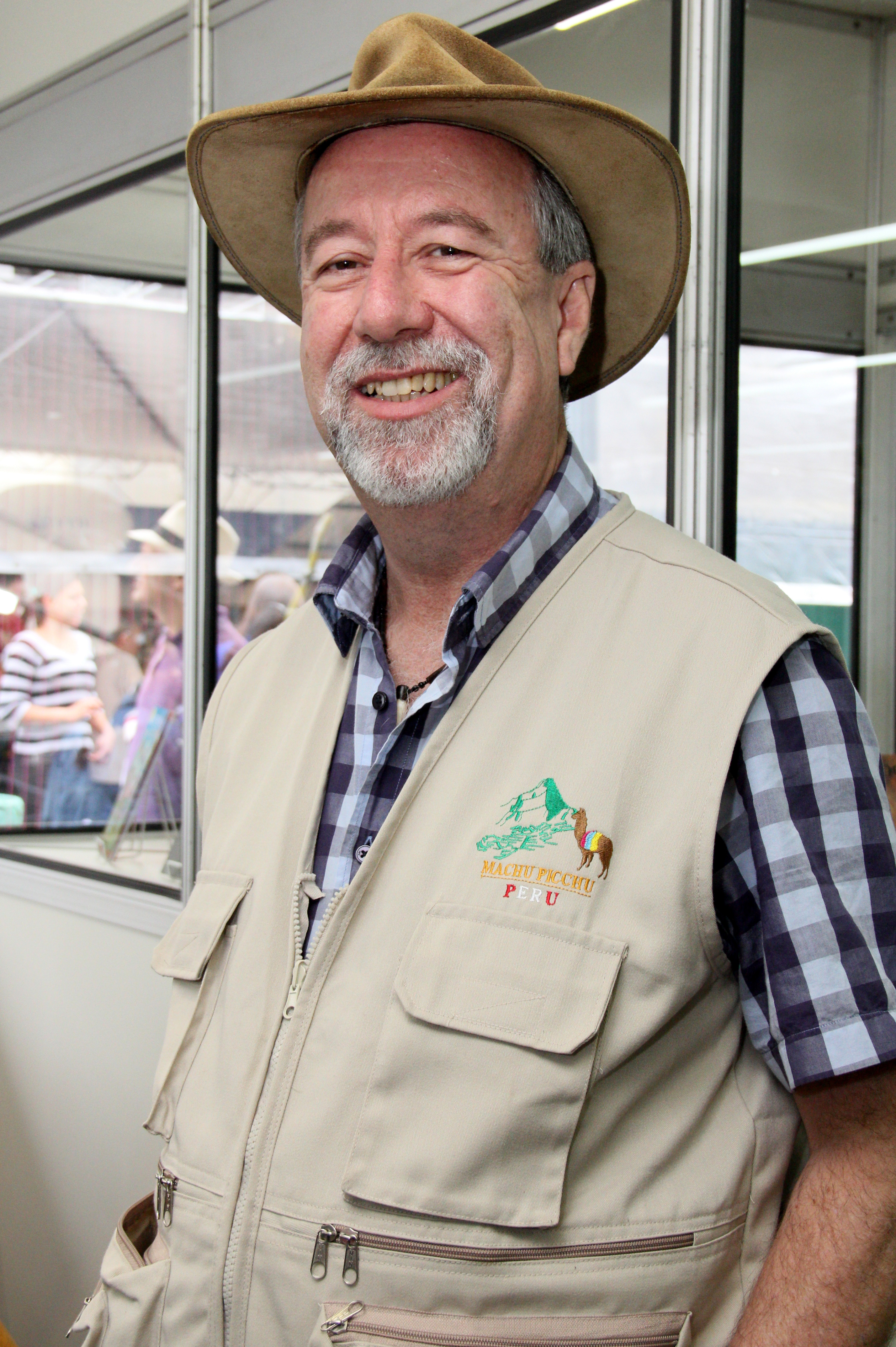
Airton Ortiz na Feira do Livro de Porto Alegre, em 2014, ano que foi Patrono da Feira.

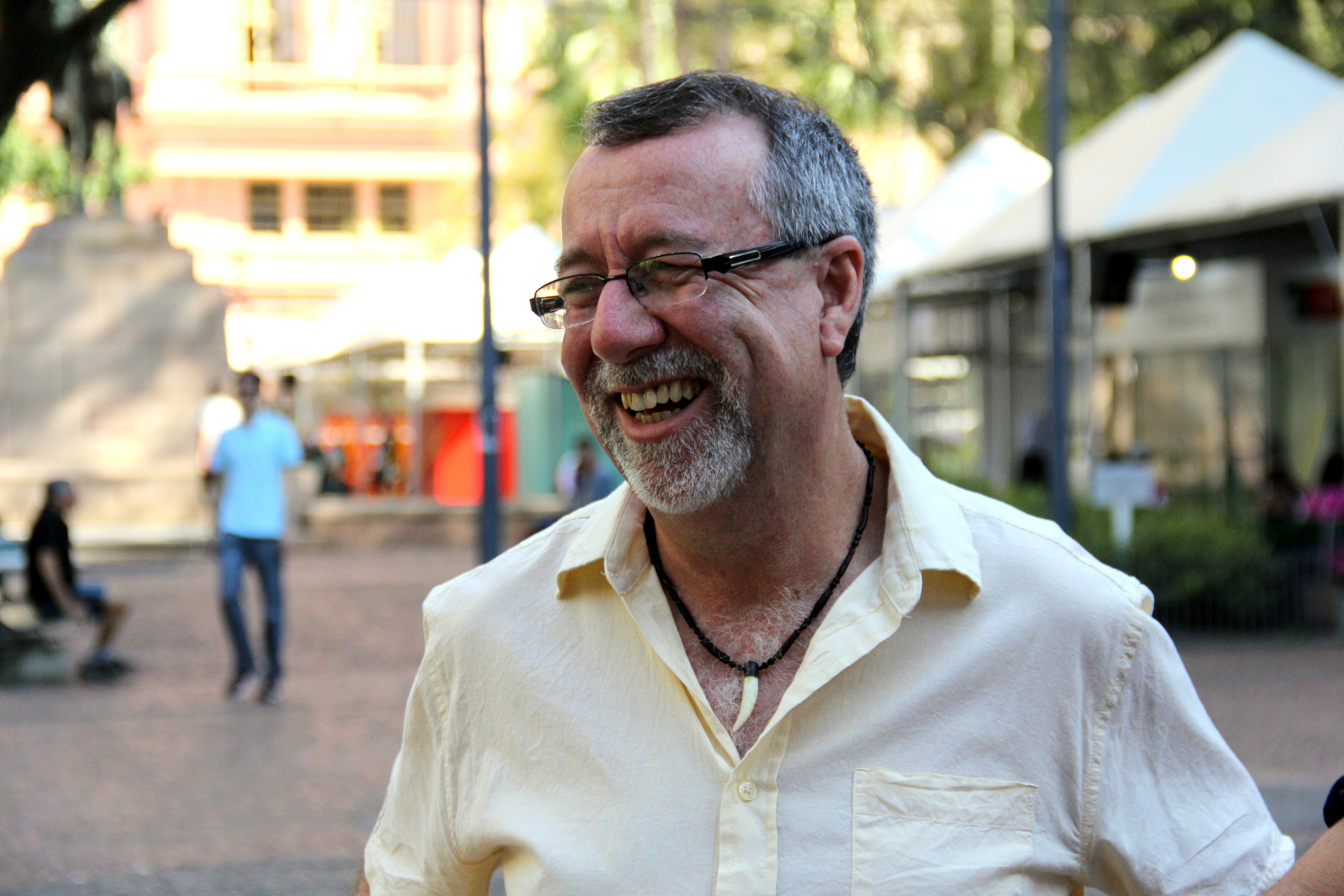
Na Praça da Alfândega, a praça da Feira do Livro.

É graduado em jornalismo pela Pontifícia Universidade Católica do Rio Grande do Sul (PUCRS), com pós-graduação na Universidade Federal do Rio Grande do Sul (UFRGS).
Foi eleito membro da cadeira 14 da Academia Rio-Grandense de Letras.